# Filippo I di Baden
Filippo I di Baden (6 novembre 1479 – 17 settembre 1533) rilevò l'amministrazione dei possedimenti di suo padre (Baden-Baden), Durlach, Pforzheim e Altensteig e parte di Eberstein, Lahr e Mahlberg nel 1515 e governò da governatore fino a che ereditò quei territori nel 1527. Dal 1524 fino al 1527, funse da governatore imperiale nel secondo Reichsregiment.

## Biografia
Filippo era il quinto figlio maschio del margravio Cristoforo I di Baden e di Ottilia von Katzenelnbogen. Suo padre intendeva evitare di dividere l'eredità e considerava Filippo il più capace tra i suoi figli, sicché voleva che egli ereditasse la sovranità su tutti i suoi territori. Intendeva inoltre far sposare Filippo con Giovanna, erede del margravio Filippo di Hachberg-Sausenberg, appartenente a un ramo minore del casato di Baden, così che Filippo potesse avere la sovranità di un vasto territorio: questo piano, tuttavia, fallì a causa della resistenza del re francese. A causa inoltre delle resistenze degli altri figli che non avevano scelto la carriera ecclesiastica il padre di Filippo cambiò il suo testamento due volte.
Alla fine il fratello di Filippo, Bernardo III ereditò le proprietà sulla riva sinistra del Reno, mentre un altro fratello Ernesto ereditò le baronie di Hachberg, Usenberg, Sausenburg, Rötteln ed il castello di Baden a Badenweiler nel Baden del sud.
Filippo combatté dal lato dei francesi nelle guerre d'Italia. Nel 1501 comandò una nave della flotta francese, che sosteneva Venezia nella guerra contro i turchi.
Durante il suo regno, Filippo si trovò di fronte un'ondata di ribellioni contadine che interessarono tutta la Germania meridionale. Si ebbe una ripresa del movimento del Bundschuh, ancora sotto la guida di Joss Fritz: i ribelli saccheggiarono e distrussero il monastero di Gottesaue e il margravio attaccò le case dei ribelli e, per esempio a Berghausen, le diede alle fiamme. La rivolta interessò soprattutto territorio del vescovo Giorgio di Spira, che alla fine fuggì alla corte dell'elettore palatino ad Heidelberg.  Fu solo nel 1525 che elettore Ludovico V ed il suo esercito riuscirono a porre fine all'insurrezione. Il 25 maggio 1525, Flippo I concluse il trattato di Renchen con i suoi contadini.
Morì nel 1533 senza eredi maschi. Dei suoi sei figli soltanto Maria Giacomina (1507–1580) gli sopravvisse e nel 1522 sposò il duca Guglielmo IV di Baviera. I due fratelli di Filippo, Ernesto e Bernardo III divisero la sua proprietà tra di loro - i margraviati risultanti di Baden-Durlach e Baden-Baden furono riunificati solo nel 1771.

## Matrimonio e discendenza
Il margravio Filippo I sposò il 3 gennaio 1503 Elisabetta del Palatinato (16 novembre 1483 - 24 giugno 1522), figlia del principe elettore Filippo del Palatinato. La coppia ebbe i seguenti figli:
- Maria Giacomina (1507–1580), che sposò nel 1522 Guglielmo IV di Baviera
- Filippo (1508-1509);
- Filippo Giacomo (nato e morto nel 1511);
- Maria Eva (nata e morta nel 1513):
- Giovanni Adamo  (nato e morto nel 1516);
- Massimiliano Gaspare (nato e morto nel 1519).

## Ascendenza
|                              |                             |                     | Genitori                  |  |  | Nonni |  |  | Bisnonni           |  |  | Trisnonni           |  |
|                              |                             |                     |                           |  |  |       |  |  | Giacomo I di Baden |  |  | Bernardo I di Baden |  |
|                              |                             |                     |                           |  |  |       |  |  | Giacomo I di Baden |  |  | Bernardo I di Baden |  |
|                              |                             | Anna di Oettingen   |                           |  |  |       |  |  | Giacomo I di Baden |  |  |                     |  |
| Carlo I di Baden             |                             |                     |                           |  |  |       |  |  | Giacomo I di Baden |  |  |                     |  |
|                              |                             | Caterina di Lorena  | Carlo II di Lorena        |  |  |       |  |  |                    |  |  |                     |  |
|                              |                             | Caterina di Lorena  | Carlo II di Lorena        |  |  |       |  |  |                    |  |  |                     |  |
|                              |                             | Caterina di Lorena  | Margherita del Palatinato |  |  |       |  |  |                    |  |  |                     |  |
| Cristoforo I di Baden        |                             | Caterina di Lorena  |                           |  |  |       |  |  |                    |  |  |                     |  |
|                              |                             | Ernesto I d'Asburgo | Leopoldo III d'Asburgo    |  |  |       |  |  |                    |  |  |                     |  |
|                              |                             | Ernesto I d'Asburgo | Leopoldo III d'Asburgo    |  |  |       |  |  |                    |  |  |                     |  |
|                              |                             | Ernesto I d'Asburgo | Verde Visconti            |  |  |       |  |  |                    |  |  |                     |  |
| Caterina d'Austria           |                             | Ernesto I d'Asburgo |                           |  |  |       |  |  |                    |  |  |                     |  |
|                              |                             | Cimburga di Masovia | Siemowit IV di Masovia    |  |  |       |  |  |                    |  |  |                     |  |
|                              |                             | Cimburga di Masovia | Siemowit IV di Masovia    |  |  |       |  |  |                    |  |  |                     |  |
|                              |                             | Cimburga di Masovia | Alessandra di Lituania    |  |  |       |  |  |                    |  |  |                     |  |
| Filippo I di Baden-Baden     |                             | Cimburga di Masovia |                           |  |  |       |  |  |                    |  |  |                     |  |
|                              | Filippo I di Katzenelnbogen | …                   |                           |  |  |       |  |  |                    |  |  |                     |  |
|                              | Filippo I di Katzenelnbogen | …                   |                           |  |  |       |  |  |                    |  |  |                     |  |
|                              | Filippo I di Katzenelnbogen | …                   |                           |  |  |       |  |  |                    |  |  |                     |  |
| Filippo II di Katzenelnbogen | Filippo I di Katzenelnbogen |                     |                           |  |  |       |  |  |                    |  |  |                     |  |
|                              |                             | Anna di Württemberg | …                         |  |  |       |  |  |                    |  |  |                     |  |
|                              |                             | Anna di Württemberg | …                         |  |  |       |  |  |                    |  |  |                     |  |
|                              |                             | Anna di Württemberg | …                         |  |  |       |  |  |                    |  |  |                     |  |
| Ottilia von Katzenelnbogen   |                             | Anna di Württemberg |                           |  |  |       |  |  |                    |  |  |                     |  |
|                              |                             | …                   | …                         |  |  |       |  |  |                    |  |  |                     |  |
|                              |                             | …                   | …                         |  |  |       |  |  |                    |  |  |                     |  |
|                              |                             | …                   | …                         |  |  |       |  |  |                    |  |  |                     |  |
| Ottilia di Nassau-Dillenburg |                             | …                   |                           |  |  |       |  |  |                    |  |  |                     |  |
|                              |                             | …                   | …                         |  |  |       |  |  |                    |  |  |                     |  |
|                              |                             | …                   | …                         |  |  |       |  |  |                    |  |  |                     |  |
|                              |                             | …                   | …                         |  |  |       |  |  |                    |  |  |                     |  |
|                              |                             | …                   |                           |  |  |       |  |  |                    |  |  |                     |  |